# Dipartimento del Litorale
Il dipartimento del Litorale (ufficialmente département du Littoral, in francese) è uno dei 12 dipartimenti del Benin, situato a sud del Benin con 719 912 abitanti (stima 2006). Ha una estensione pari a soli 79 chilometri quadrati ed è il dipartimento più piccolo del Benin. Fu creato nel 1999 dopo la spartizione dei sei precedenti dipartimenti negli odierni dodici, da un'area del Dipartimento dell'Atlantico.

## Comuni
Littoral contiene un solo comune, il comune di Cotonou, capitale del dipartimento non ancora ufficiale e sede del governo del Benin.